# Eduardo Aranda
Eduardo Aranda (ur. 28 stycznia 1985) – paragwajski piłkarz, reprezentant kraju. Obecnie występuje w JEF United Chiba.

## Kariera reprezentacyjna
W reprezentacji Paragwaju zadebiutował w 2012.

## Statystyki
| Reprezentacja Paragwaju | Reprezentacja Paragwaju | Reprezentacja Paragwaju |
| Rok                     | Mecze                   | Gole                    |
| ----------------------- | ----------------------- | ----------------------- |
| 2012                    | 1                       | 0                       |
| 2013                    | 0                       | 0                       |
| 2014                    | 0                       | 0                       |
| 2015                    | 4                       | 0                       |
| Razem                   | 5                       | 0                       |